# Similaun
Similaun ([ˌzimiˈlaʊ̯n]ⓘ) – wybitny szczyt położony w Alpach Ötztalskich, części Centralnych Alp Wschodnich o wysokości 3599 m n.p.m. (niektóre źródła podają wysokość 3606 lub 3607 m n.p.m.). 

## Topografia
Similaun położony jest w głównej grani Alp Ötztalskich.  Granią tą biegnie granica między Austrią (kraj związkowy Tyrol) a Południowym Tyrolem będącym aktualnie pod administracją włoską.  Similaun od leżącego na zachód szczytu Fineilspitze oddzielony jest głęboko wciętą przełęczą Niederjoch, 3019 m. 
Jest to piąty co do wysokości szczyt Alp Ötztalskich, niezależnie od tego, którą z podawanych wysokości przyjmiemy jako ostateczną.  
Północne stoki szczytu należą do systemu doliny Ötztal i odprowadzają wody do rzeki Inn. Południowe, tj. południowotyrolskie stoki należą do systemu doliny Schnalstal i odprowadzają wody do rzeki Adygi. 
Ze względu na znaczną wysokość szczyt i jego stoki pokrywają lodowce. Od północno-zachodniej strony szczyt przykryty jest lodowcem Niederjochferner, a od północno-wschodniej lodowcem Marzellferner. 

## Turystyka
Pierwszego wejścia na szczyt dokonali Josef Raffeiner i Theodor Kaserer w 1834 r. lub Peter Carl Thurwieser w 1833 r.  
Pomimo znacznej wysokości wejście na Similaun nie przedstawia większych trudności technicznych i to zarówno od północy jak i od południa.  Dlatego jest on celem częstych wycieczek dla zaawansowanych turystów górskich.  Nie jest to jednak odpowiedni cel dla letników bez odpowiedniego wyposażenia i doświadczenia wysokogórskiego.  Szczytu nie należy lekceważyć, gdyż w przypadku załamania się pogody przyjemna początkowo wycieczka zamienić się może w ciężką i niebezpieczną wyprawę. 

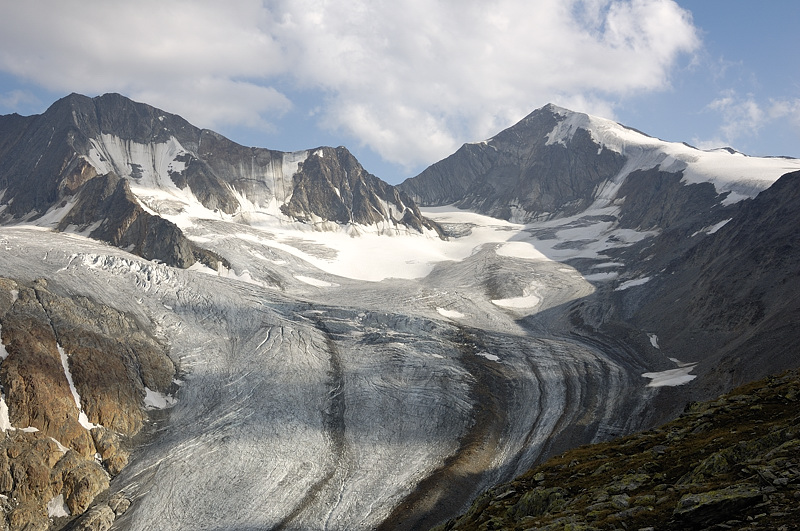
Szczyty Marzellspitze (z lewej), Similaun (z prawej), fragment grani Marzellkamm (prawy skaraj) oraz lodowiec Marzellferner

### Od północy (od strony tyrolskiej)
Punktem wyjścia od północy jest niewielka miejscowość Vent, ok. 1900 m n.p.m., do której dojechać można samochodem asfaltową drogą z Sölden - znanego ośrodka turystyki i sportów zimowych położonego w dolinie Ötztal.  Stąd wąską drogą jezdną (zakaz wjazdu, droga tylko dla samochodów terenowych zaopatrujących schronisko) do schroniska Martin Busch Hütte, 2501 m, 3 h.  Dalej w głąb doliny prowadzi stąd ścieżka na przełęcz Niederjoch do położonego na niej schroniska Similaun Hütte, 3019 m, od Martin Busch Hütte 2 h, czasami częściowo po śniegu. 

### Ze schroniska Similaun Hütte
Ze schroniska rozległa, zachodnią granią szczytu z częściowym obejściem jej połogim lodowcem Niederjochferner po lewej stronie, przeważnie po śniegu; pod koniec samą granią bardziej stromo po śniegu i skałach na wierzchołek. Trudności F+; droga dla wprawnych turystów wysokogórskich; czas wejścia: 2:30 - 3 h; sprzęt: czekan, raki, lina. 

### Ze schroniska Martin Busch Hütte
Od schroniska początkowo w dół na drogą stronę doliny, przechodząc przez potok. Dalej wyraźną granią Marzellkamm aż wrasta ona w północne stoki Similaunu, gdzie łączymy się z drogą biegnącą od Similaun Hütte. Trudności F+; droga dla wprawnych turystów wysokogórskich; czas wejścia: 5 h; sprzęt: czekan, raki, lina. Wychodząc ze schroniska Martin Busch Hütte można na szczyt wejść przez Marzellkamm, a schodzić przez Similaun Hütte; wejście + zejście: 8 - 10 h. 

### Od południa (od strony południowotyrolskiej)
Punktem wyjścia od południa jest miejscowość Kurzras położona w dolinie Schnalstal, do której dojechać można samochodem asfaltową drogą.  Stąd znakowaną ścieżką bez większych trudności aż na przełęcz Niederjoch do położonego na niej schroniska Similaun Hütte, 3016 m, 4 - 5 h. Do transportu plecaków skorzystać można (odpłatnie) z technicznej kolejki linowej transportującej zaopatrzenie do schroniska. Ze schroniska opisaną wyżej drogą na szczyt.   

### Inne drogi
Poza wymienionymi powyżej drogami dostępnymi dla turystów wysokogórskich na szczyt prowadzi też szereg dróg wspinaczkowych o lodowym lub lodowo-skalnym charakterze. 

## Ötzi
W 1991 roku na stokach tego szczytu na wysokości 3210 m n.p.m. w pobliżu przełęczy Tisenjoch (wł. Giogo di Tisa) znaleziony został Ötzi. Na przełęczy tej stoi obecnie jego pomnik. 

## Mapy
- Kompass Wanderkarte Ötztaler Alpen, 1:50000, Innsbruck - München - Bozen.
- Alpenvereinskarte, Blatt 30/1 Ötztaler Alpen, Gurgl, 1:25.000.
- Tabacco, Carta topografica, No. 04, Val Senales / Schnalstal, 1:25000, Udine.